# Hochtor (Ennstaler Alpen)
De Hochtor is met zijn 2369 meter hoogte de hoogste berg van de Ennstaler Alpen in Stiermarken in Oostenrijk. De Hochtor is een zogeheten ultra-prominente berg. De indrukwekkende 900 meter hoge noordwestwand van de berg torent zo'n 1800 meter uit boven de bodem van het Ennstal.